# Ändamålsprincipen
Med ändamålsprincipen avses i svensk lagstiftning att 
| ”                      | [c)] personuppgifter samlas in bara för särskilda, uttryckligt angivna och berättigade ändamål och [d)] att uppgifter inte behandlas för något ändamål som är oförenligt med det för vilket uppgifterna samlades in | „ |
| – Integritetskommittén | |   |

Ändamålsprincipen utgör punkt c och d i 9 § Personuppgiftslagen där andra stycket i paragrafen lyder att "I fråga om första stycket d gäller dock att en behandling av personuppgifter för historiska, statistiska eller vetenskapliga ändamål inte skall anses som oförenlig med de ändamål för vilka uppgifterna samlades in."
Ändamålsprincipen är ett av flera grundläggande krav som måste uppfyllas för att en hantering av personuppgifter ska vara laglig.